# پوپوویچ
پوپوویچ (به لاتین: Popovich) یک منطقهٔ مسکونی در بلغارستان است که در شهرستان بیالا، استان وارنا واقع شده‌است. پوپوویچ ۶۴۷ نفر جمعیت دارد و ۲۹ متر بالاتر از سطح دریا واقع شده‌است.